# Kol svéd király
Kol Sverkersson (? – 1173) svéd király 1167-től haláláig.
I. Sverker fiaként született, és féltestvére, VII. Károly halála után magának követelte a trónt I. Knuttal szemben. Valószínűleg egy Knut elleni csatában halt meg, vagy meggyilkolták.

## Fordítás
- Ez a szócikk részben vagy egészben  a   Kol_Sverkerson című angol Wikipédia-szócikk fordításán alapul.  Az eredeti cikk szerkesztőit annak laptörténete sorolja fel. Ez a jelzés csupán a megfogalmazás eredetét és a szerzői jogokat jelzi, nem szolgál a cikkben szereplő információk forrásmegjelöléseként.